# Байжанкол
Байжанкол (каз. Байжанкөл, до 199? г. — Чапай) — село в Айтекебийском районе Актюбинской области Казахстана. Входит в состав Жабасакского сельского округа. Код КАТО — 153447400.

## Население
В 1999 году население села составляло 208 человек (123 мужчины и 85 женщин). По данным переписи 2009 года, в селе проживали 193 человека (109 мужчин и 84 женщины).